# 東海リース
東海リース株式会社（とうかいリース）は、大阪市北区に本社を置く企業。東京証券取引所スタンダード市場上場。

## 概要
仮設建物（プレハブ工法）のオペレーティングリース専業大手であり、仮設建物・ユニットハウス・什器備品のリース及び販売を行っている。
仮設建物・ユニットハウスの導入事例としては、事務所、学校、工場、店舗（コンビニ）等がある。

## 沿革
- 1968年5月 - 東海リース株式会社を設立（資本金4百万円、大阪市天王寺区、創業者塚本幸司）。
- 1969年5月 - 本社を大阪市北区空心町に移転。
- 1973年9月 - 「日本キャビネット株式会社」を設立。
- 1986年12月 - 大阪証券取引所市場第二部に株式上場。
- 1988年12月 - 本社を大阪市北区天神橋に移転。
- 1990年2月 - 「東海ハウス株式会社」の株式取得。
- 1990年2月 - 東京証券取引所市場第二部に株式上場。

## 事業所
本社
大阪
支店
仙台、千葉、東京（港区）、東京第二（豊島区）、横浜、名古屋、大阪、神戸、高松、岡山、広島、福岡
営業所
盛岡、福島、水戸、富山、金沢、静岡、京滋（大津市）、和歌山、姫路、徳島、松山、高知、山口（周南市）、大分
工場
関東総合（千葉県佐倉市）
配送センター
仙台（宮城県亘理郡）、横浜（神奈川県厚木市）、名古屋（愛知県犬山市）、北陸（石川県金沢市）、枚方（大阪府枚方市）、柏原（大阪府柏原市）、兵庫（兵庫県加東市）、岡山（岡山県岡山市）、広島（広島県東広島市）、高松（香川県高松市）、松山（愛媛県松山市）、福岡（福岡県三井郡）

## 連結子会社
- 日本キャビネット株式会社（大阪府枚方市）：什器備品リース及び販売業
- 東海ハウス株式会社（香川県高松市）：仮設建物製造業
- 榕東活動房股份有限公司（中華人民共和国福建省福州市）：仮設建物製造・販売・リース業
- 廊坊榕東活動房有限公司（中華人民共和国河北省廊坊市）：仮設建物製造・販売・リース業